# Langebro (Kerteminde)
 For alternative betydninger, se Langebro (flertydig). (Se også artikler, som begynder med Langebro)
Langebro er navnet på broen over Kerteminde Fjord i Kerteminde. Den første bro blev etableret allerede i 1400-tallet. Den blev vedligeholdt med penge fra brokornsafgift, der var en afgift som bønder og herremænd i de 16 nærmest liggende sogne var pålagt. Den nuværende bro er fra 1956.